# Pinacocitos

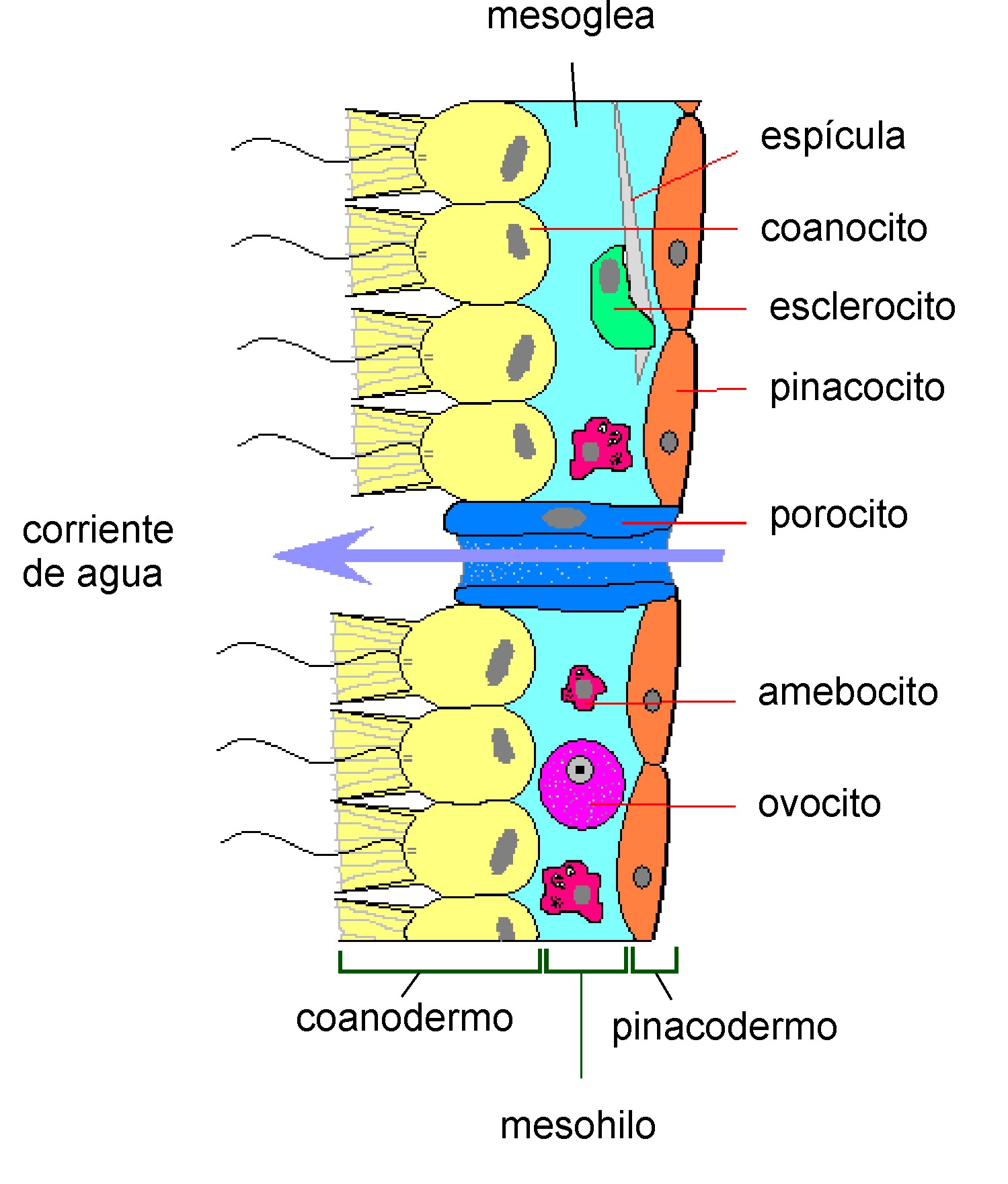
Señalado en naranja, los pinacocitos.

Los pinacocitos son células aplanadas, por lo que se les puede conocer como células de pavimento, las cuales conforman la capa más externa de las esponjas: el pinacodermo. Los pinacocitos suelen ser delgados, de 1μm de ancho y 20μm de diámetro, y tener una forma de "T" en la mayoría de las esponjas.

## Funciones
Los pinacocitos al ser la capa exterior de los poríferos (Porifera), son contráctiles, lo cual el animal puede reducir levemente su tamaño. Además, los pinacocitos basales son los encargados de segregar el material que fija a los poríferos al sustrato.

## Tipos
Existen por lo menos seis tipos de pinacocitos que se pueden identificar de diferencias morfológicas y posicionales. Sin embargo, se centran en tres grandes tipos.

### Exopinacocitos
Son los pinacocitos que forman la capa más externa de los poríferos.

### Endopinacocitos
Son aquellos que se encuentran en superficies internas canales o en cámaras flageladas.

### Basopinacocitos
Forman la base de los poríferos y generan adhesión a la superficie en la que se encuentran, además pueden secretar grandes cantidades de esqueletos calcáreos.